# Zack de la Rocha
Zack de la Rocha, właśc. Zacarias de la Rocha (ur. 12 stycznia 1970 w Long Beach Kalifornii) – amerykański wokalista rockowy, autor tekstów i raper, współzałożyciel zespołów Inside Out, Rage Against the Machine oraz One Day as a Lion.

## Życiorys
Ojciec Zacka, Roberto de la Rocha, jest Meksykaninem o hiszpańsko-żydowskich korzeniach, natomiast matka, Olivia, ma niemiecko-irlandzkie pochodzenie. 
Zack charakteryzuje się specyficznym, rapującym sposobem śpiewania. Prezentuje skrajnie lewicowe poglądy polityczne, co przejawia się w tekstach utworów oraz działalności pozamuzycznej (m.in. poparciu dla meksykańskich Zapatystów). Powołując się na różnice w wizji zespołu, Zach opuścił Rage Against The Machine w 2000 roku. Po odejściu z zespołu RATM rozpoczął karierę solową, współpracując ze znanymi osobami ze świata hip-hopu. W 2003 roku wraz z raperami KRS-One i Last Emperor nagrał utwór „Criminals in Action”, wyrażający sprzeciw wobec sposobu funkcjonowania amerykańskiej policji. Współpracował także z DJ Shadowem. Nagrali razem utwór, „The March of Death”, nawołujący do zaprzestania działań militarnych w Iraku. Po siedmiu latach solowej kariery powrócił do RATM w 2007 roku i grał z zespołem aż do 2011 roku. Po kolejnym rozstaniu z RATM, wraz z byłym perkusistą The Mars Volta, Jonem Theodore założył zespół One Day as a Lion. 
W 2006 roku piosenkarz został sklasyfikowany na 38. miejscu listy 100 najlepszych wokalistów wszech czasów według Hit Parader. Z kolei w 2009 roku został sklasyfikowany na 26. miejscu listy 50 najlepszych heavymetalowych frontmanów wszech czasów według Roadrunner Records.

## Filmografia
- „Free Tibet” (jako on sam, 1998, film dokumentalny, reżyseria: Sarah Pirozek)[5]
- „Zapatista” (jako on sam, 1999, film dokumentalny, reżyseria: Benjamin Eichert, Rick Rowley)[6]
- „Orange County Hardcore Scenester” (jako on sam, 2011, film dokumentalny, reżyseria: Evan Jacobs)[7]